# Internationale Scheepvaart Federatie
De  Internationale Scheepvaart Federatie (ISF) is de belangrijkste internationale werkgeversorganisatie voor de scheepvaart, waarin alle sectoren vertegenwoordigd zijn. De ISF verstrekt advies en begeleidt haar leden, hetzij rechtstreeks of via een uitgebreide lijst aan wereldwijde contacten. 
De ISF vertegenwoordigt de stem van de werkgevers op het vlak van industriële betrekkingen, waarbij de activiteiten van de werkgevers toegelicht worden aan de media. Zij is daarnaast een autoriteit op het vlak van de STCW (Standards of Training, Certification and Watchkeeping for Seafarers)-conventie.

## Geschiedenis
Sinds de ISF in 1909 werd opgericht, zijn er al allerlei problemen die impact hebben op de internationale scheepvaart verbeterd. De organisatie streeft naar een betere opleiding, een betere gezondheid en welzijn aan boord. In 1961 werd de ISF door de IMO (International Maritime Organisation) erkend als een adviserend orgaan.

## Structuur
De ISF is een NGO met haar hoofdzetel in Londen. Elke rederij is lid van een nationale redersvereniging. Van elk land is er één afgevaardigde die zetelt in de ISF commissie. 2/3 van de koopvaardijschepen zijn lid van de ISF, evenredig met 1,25 miljoen zeevarenden.

## Werkterrein
ISF is actief bezig met de volgende internationale organisaties:
- Internationale Arbeidsorganisatie ( ILO )
- Internationale Maritieme Organisatie ( IMO )
- Wereldgezondheidsorganisatie ( WHO )
- Internationale Werkgeversorganisatie( IOE )
- Internationaal Comite voor het welzijn van zeevarenden( International Committee on Seafarers’ Welfare (ICSW))

Voorts is de ISF zeer nauw betrokken bij de coördinatie en de vertegenwoordiging van de wereldwijde standpunten die de scheepvaart bezighoudt, waaronder:
- Gezondheid, veiligheid en ongevallenpreventie
- Leef - en werkomstandigheden
- De rechten van zeevarenden-
- Opleiding en certificatie normen
- Werkuur regelgeving

Het lidmaatschap van de ISF omvat de verenigingen van nationale reders
uit de volgende landen:
- Australië
- België
- Brazilië
- Bulgarije
- Canada
- Chili
- China
- Cyprus
- Denemarken
- Duitsland
- Engeland
- Filipijnen
- Finland
- Frankrijk
- Griekenland
- Hongkong
- Ierland
- India
- Italië
- Japan
- Koeweit
- Zuid-Korea
- Liberia
- Mexico
- Nederland
- Nieuw-Zeeland
- Noorwegen
- Oostenrijk
- Pakistan
- Spanje
- Verenigde Staten
- Zweden

## Publicaties
De ISF staat ook in voor de verdeling van maritieme publicaties die betrekking hebben op de scheepvaart. De ISF is constant bezig met het verbeteren en updaten van haar publicaties. De bekendste publicaties zijn:
- Guidelines on the Application of the IMO  International Safety Management (ISM) Code
- The STCW Convention
- On Board Training Record Book for Deck Cadets